# Renault Estafette
Renault Estafette — мікроавтобуси французької компанії Renault, що виготовлявся з весни 1959 до кінця 1980 року в трьох поколіннях в загальній складності виготовлено 533 209 примірників. Автомобіль набув широкого поширення в французькій поліції.
У Канаді і в США, модель продавалася як мікроавтобус під назвою Renault Hi-Boy, а також фургон під назвою Renault Petit-Panel. Автомобілі для американського ринку з 1964 по 1986 роки виготовляла мексиканська компанія Diesel Nacional SA. Автомобілі для африканського ринку були зібрані в період з 1965 по 1969 роки алжирською компанією CARAL.
В літі 1980 року на зміну Estafette прийшли Renault Trafic.

## Історія

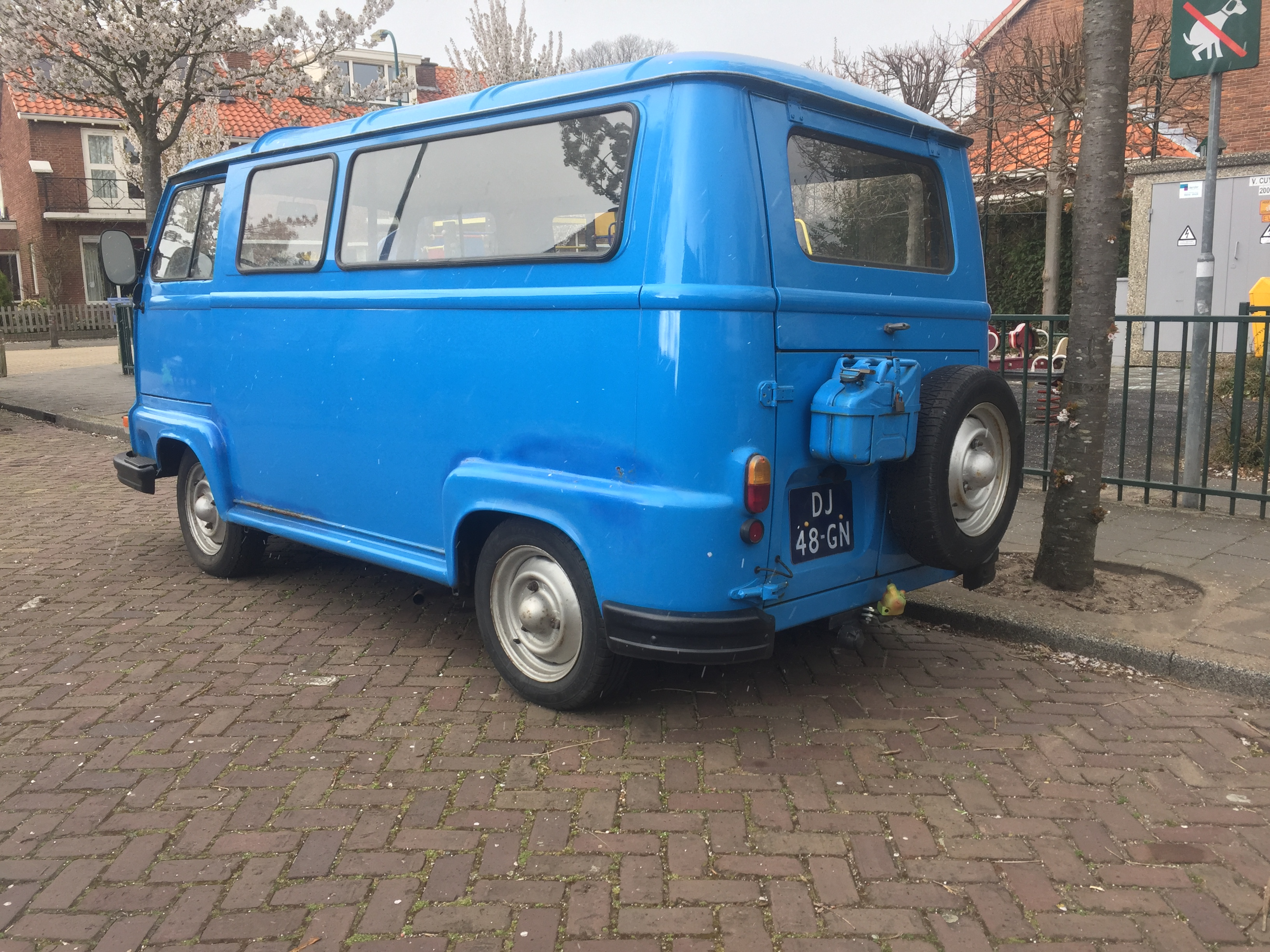

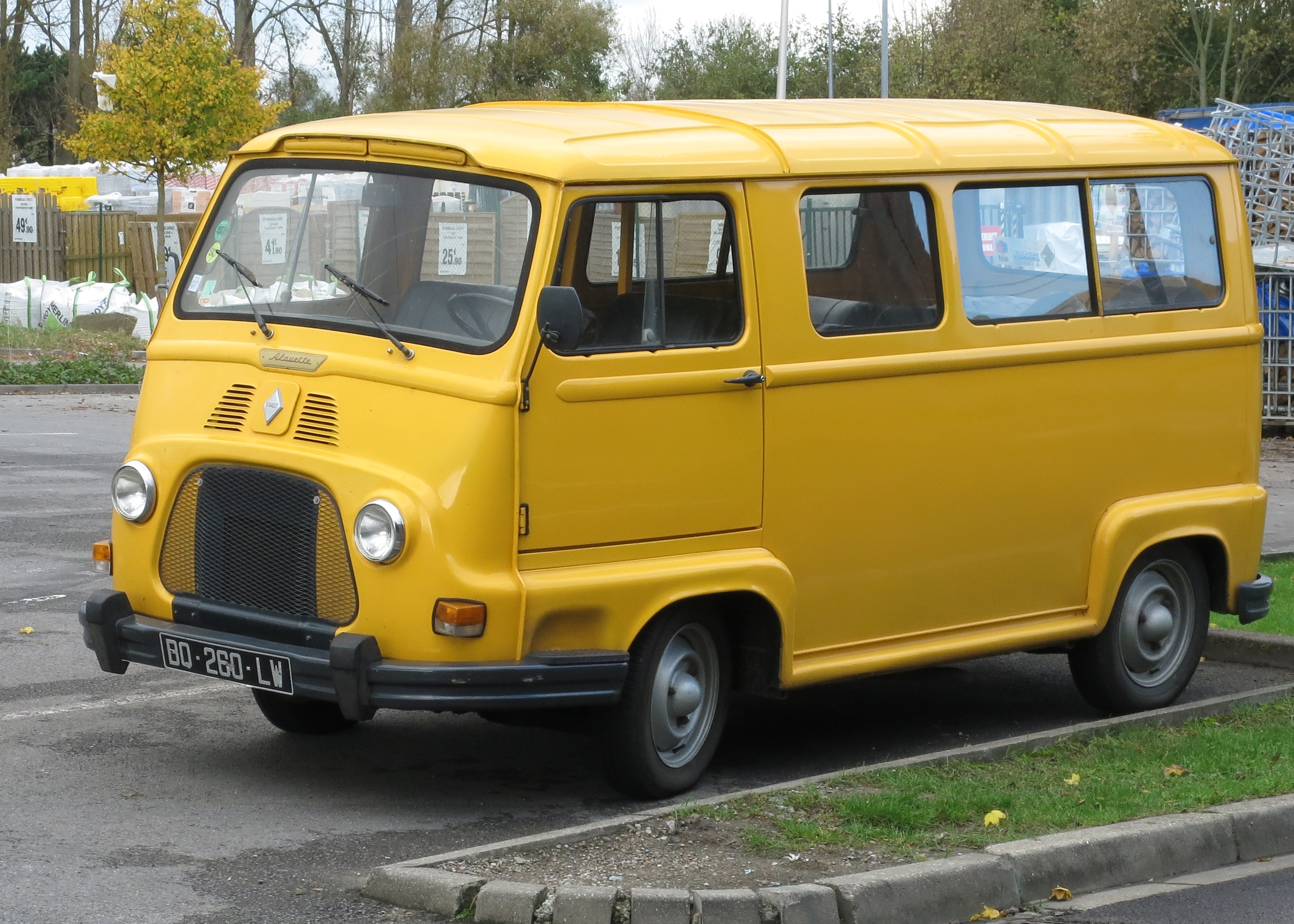
Renault Alouette (1965)

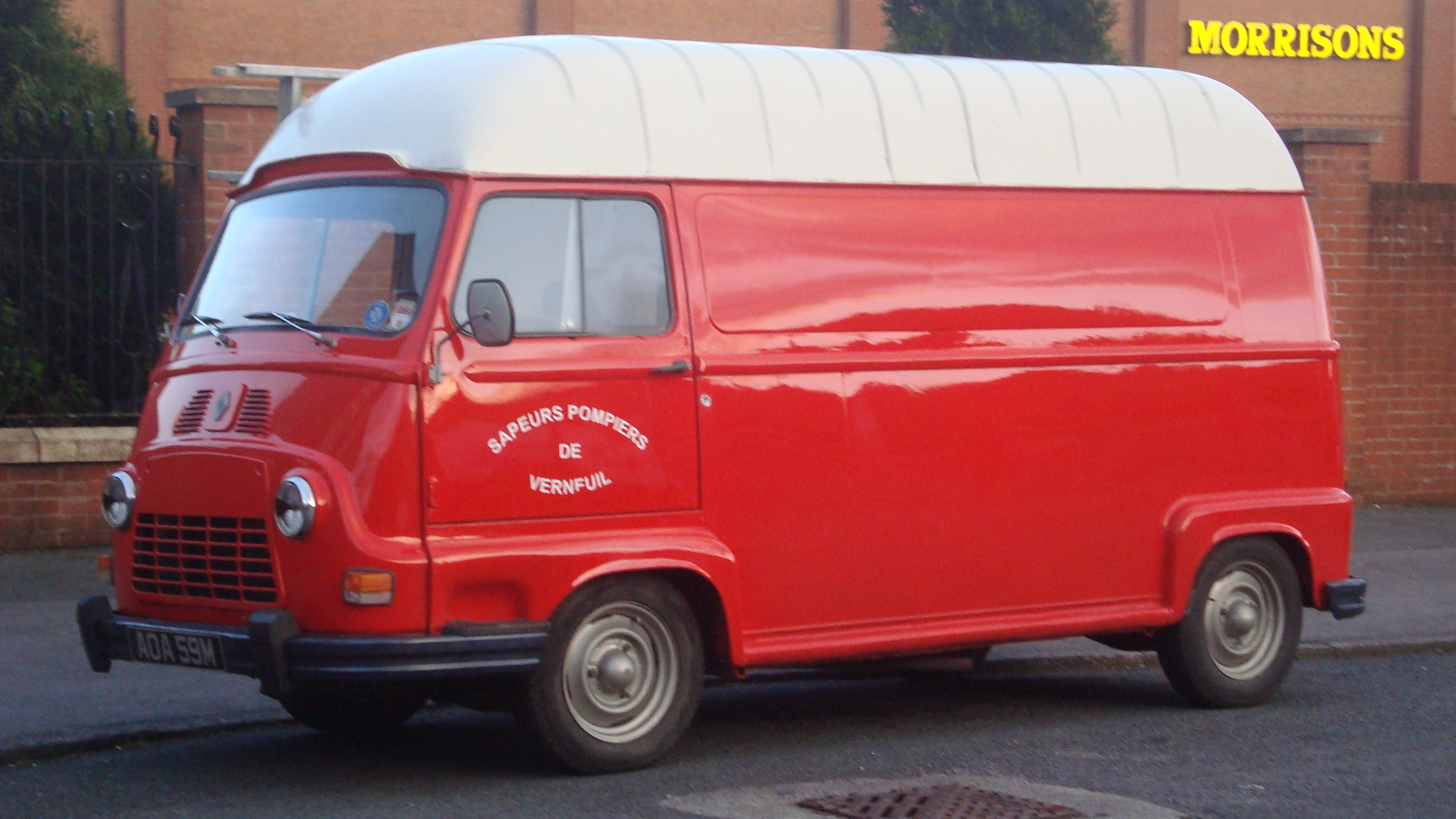
Renault Estafette (1973)

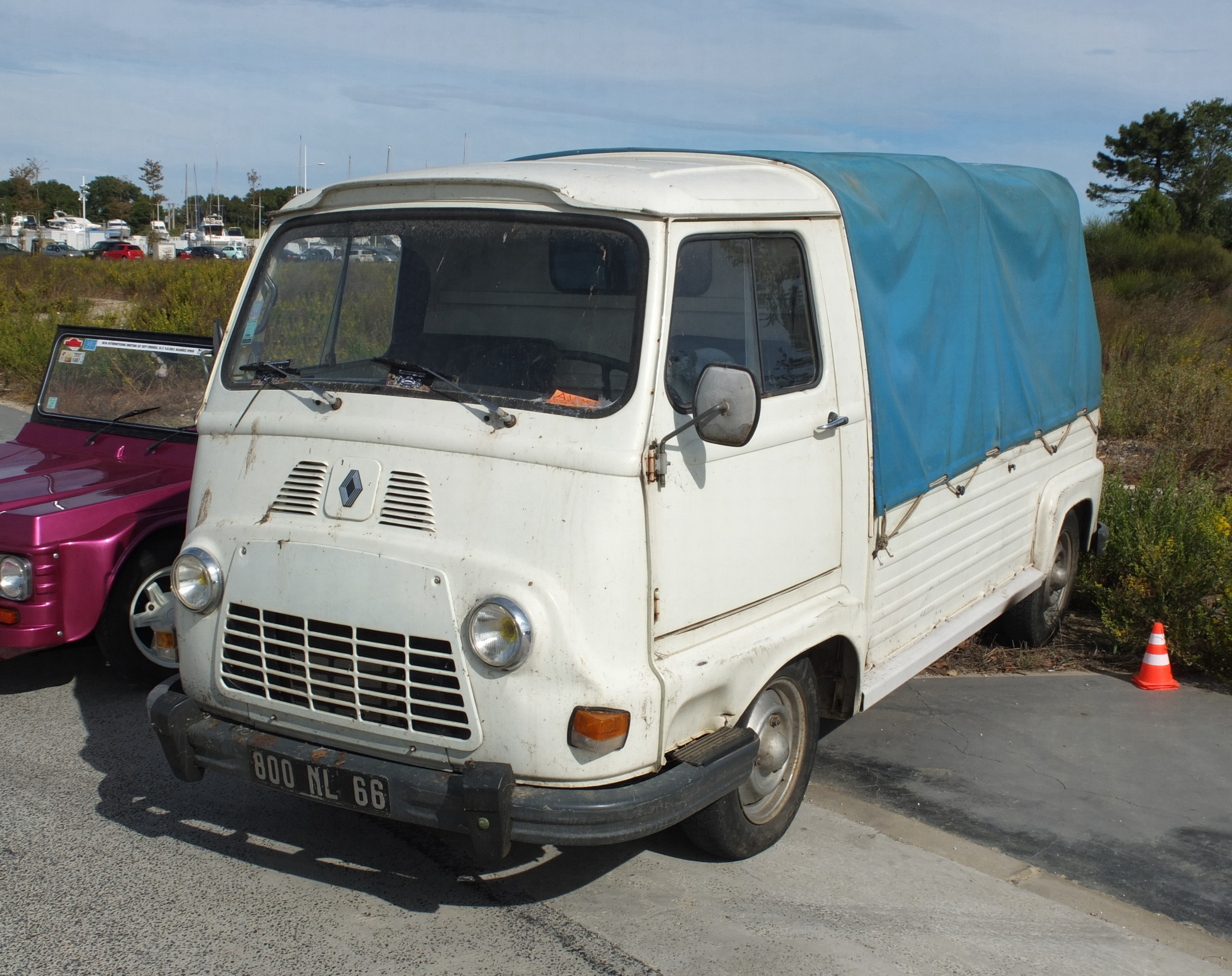

Влітку 1944 року французьке Міністерство промисловості розробило план розвитку національного автомобілебудування за умов повоєнного дефіциту. Цей план отримав назву "План Пона" на ім'я його творця, заступника міністра Поля-Марі Пона.
Згідно з цим планом, фірмам Peugeot, Renault і Chenard & Walcker наказувалося надалі виробляти автотехніку вантажопідйомністю 1000-1400 кг, а Citroën - 2 і 3,5 тонни.
Однак П'єр-Жюль Буланже, який очолював тоді Citroën, не збирався підкорятися адміністративному диктату і запустив у виробництво Citroën Type H з кузовом, який швидко завоював широке визнання. Peugeot зайнявся випуском фургонів D3 і D4, створених на основі легкової Peugeot 203.
Фірма Renault, що пішла по Плану, розробила модель із заводським індексом 206 E1 на основі довоєнних уявлень про конструювання автомобілів — металеві кузовні панелі кріпилися болтами до дерев'яного каркаса. Вигідною стороною подібної застарілої технології була його відносна дешевизна та деяке зниження ваги конструкції. Ця модель, що отримала комерційну назву Renault 1 000 kg, змогла досягти деякого успіху, але аж ніяк не настільки значного, як Citroën Type H, що і стало причиною появи нової вантажівки, яка мала зайняти місце між моделлю Renault Juvaquatre (що брало 300 кг) і Renault 1 000 kg.
Хоча було очевидно, що найбільш оптимальною конструкцією є передньопривідна, компанії, що погодилася з лінією Міністерства, залишалося або вести дослідження на основі наявної задньопривідної моделі - 4CV (а також Dauphine, що знаходиться в розробці), або створити зовсім новий зразок.
Єдиним вантажним автомобілем із заднім розташуванням двигуна був VW T2, але він не мав ні достатнього вантажного простору, ні низької підлоги, щоб успішно конкурувати з Citroën. У 1952 році Фернан Пікар, конструктор фірми Рено, який створив 4CV, дав розпорядження команді на чолі з Гі Гроссе-Гранжем розпочати розробку нового автомобіля.
У його конструкції повинні були максимально широко використовуватися існуючі вузли та агрегати Рено; це означало, що при використанні нового двигуна, що призначався для Dauphine, його слід було переробити під передній привід, причому не просто розгорнути його, але й розробити нову коробку передач, підібравши для неї передатні числа більш підходящі для вантажівки.
Деякі сумніви у розробників викликала можливість використання 845-кубового двигуна для переміщення корисного навантаження в 600 кг, проте вони розвіялися, коли надійшла інформація про німецьку вантажівку Atlas виробництва фірми Gutbrod, на якій при вантажопідйомності в 1000 кг стояв 622-кубовий двигун. Один екземпляр "Атласу" був закуплений для випробувань французького мотора; під час наступних випробувань досвідчені зразки «проїхали» понад 2 мільйони кілометрів.
Новий автомобіль, що почав надходити у продаж у червні 1959 року, отримав назву Estafette (вестовий, посильний).
Автомобіль випускався з чотирма варіантами кузова: фургон із тристулковими задніми дверима. Існував варіант з більш високим дахом з прозорого пластику, нижня частина якого залишалася незабарвленою, верх зазвичай був білий (на пізніх моделях могла бути пофарбована цілком), а також пікап і мікроавтобус (що вміщав 8 пасажирів та водія), що отримав власну назву Alouette ("жайворонок"). Заводське забарвлення Estafette було лише чотирьох кольорів; сірий, синій, жовтий та помаранчевий.

## Двигуни
- 845 см³ Billancourt I4
- 1108 см³ Cléon-Fonte I4
- 1289 см³ Cléon-Fonte I4